# Dryomys
Genre
Dryomys est un genre de petits rongeurs nocturnes d'Eurasie appelés Lérotins ou Loirs de forêts. Le terme Dryomys est construit à partir de racines de grec ancien, dryos désignant les chênes et mys désignant les souris. Ce sont des rongeurs cousins des Loirs mais plus petits et avec des queues très touffues.

## Liste des espèces
Selon ITIS (3 août 2017) et Mammal Species of the World (version 3, 2005)  (3 août 2017) :
- Dryomys laniger - Lérotin laineux
- Dryomys niethammeri
- Dryomys nitedula - Lérotin commun

et plusieurs espèces fossiles D. ambiguus, D. apulus, D. chaabi.